# Die Stadt ohne Juden
Die Stadt ohne Juden è un film austriaco del 1924, diretto da Hans Karl Breslauer, tratto dal romanzo La città senza ebrei - Un romanzo di dopodomani di Hugo Bettauer.

## Trama
La leggendaria repubblica di Utopia versa in disperate condizioni congiunturali, con un'inflazione galoppante e disoccupazione crescente, cosicché il cancelliere, per evitare disordini, decide di assecondare la convinzione di parte dell'opinione pubblica, che incolpa della situazione la popolazione ebrea, ed emette un decreto di espulsione degli ebrei. Questi ultimi si dirigono, entro il termine designato, il 25 dicembre, verso Gerusalemme.
Subito si manifestano le ripercussioni negative di tale provvedimento, con lo smembramento di diverse famiglie (fra cui quelle dei due principali deputati antisemiti, Volbert e Bernart) e di importanti imprese commerciali.
Anche Leo, il fidanzato ebreo di Lotte Linder, di famiglia cristiana, è costretto a lasciare il paese.
Col passare del tempo, l'economia del paese non fa che peggiorare: l'inflazione aumenta, le banche estere (in mano a facoltosi ebrei) non concedono più finanziamenti, gli speculatori di tutto il mondo imperversano.
Un giorno un artista parigino entra in Utopia e prende casa presso la villa dei Linder: in realtà è Leo, camuffato e con documenti falsi, che si ricongiunge a Lotte. Anche i pamphlet che invitano ad accogliere nuovamente gli ebrei nella repubblica, firmati dalla “Lega degli autentici cristiani”, sono opera sua.
Si rimette in discussione, nel Consiglio di Utopia, il decreto di espulsione degli ebrei: risulta che mancherebbe un solo voto, quello dell'antisemita Bernart, per far sì che il decreto venga mantenuto, e gli ebrei tenuti al bando. Ma, il giorno della votazione, Leo, con un fantasioso stratagemma, riesce a tenere Bernart lontano dall'aula. Quindi il decreto viene abolito, e gli ebrei possono far ritorno ad Utopia.
Bernart, piuttosto misteriosamente, si ritrova internato in un manicomio a Gerusalemme, con l'idea fissa di essere un sionista…
Nel finale, non conservato su pellicola, ma ricostruito, Bernart, in un'osteria, risvegliandosi dal sonno provocato dall'ubriachezza, dice “meno male, il sogno è finito. In fondo siamo tutti esseri umani, e non vogliamo nutrire alcun odio. Vogliamo solo vivere, in pace, gli uni accanto agli altri”.